# Luís Germano Borlotes Dias
Luisinho, właśc. Luís Germano Borlotes Dias (ur. 14 kwietnia 1973) – mozambicki piłkarz grający na pozycji bramkarza.

## Kariera klubowa
W swojej karierze piłkarskiej Luisinho grał w klubach GD Maputo i Ferroviário Maputo.

## Kariera reprezentacyjna
W reprezentacji Mozambiku Luisinho zadebiutował w 1996 roku. W tym samym roku został powołany do kadry na Puchar Narodów Afryki 1996. Wystąpił na nim w jednym meczu, z Ghaną (0:2).
W 1998 roku Luisinho był w kadrze Mozambiku na Puchar Narodów Afryki 1998. Na nim rozegrał dwa mecze: z Marokiem (0:3) i z Zambią (1:3). W kadrze narodowej grał do 1999 roku. Rozegrał w niej 18 meczów.